# هفت‌آیین (فیلم ۱۹۸۹)
هفت‌آیین (هلندی: Het sacrament) یک فیلم است که در سال ۱۹۸۹ منتشر شد.